# Blanc (química)
El blanc químic és un tipus de valoració química (valoració del blanc) utilitzada per calcular i corregir els errors d'altres valoracions, com poden ser la valoració d'àcid-base, la valoració redox, la valoració per retrocés, la valoració complexomètrica…
L'error d'una valoració és la diferència de volum que hi ha entre el punt d'equivalència, que és el punt en què tot l'analit de la mostra ha reaccionat estequiomètricament amb l'agent valorant, i el punt final de la valoració, que és el punt en què l'ndicador pateix un canvi de color sobtat.

## Càlcul de l'error de valoració
L'error de valoració es pot calcular teòricament i sempre és possible determinar-lo de manera experimental. El blanc químic és un dels mètodes que ens permet calcular-lo, i consisteix en realitzar una valoració de tots els components utilitzats en solució, excepte l'analit. Per calcular l'error de valoració, anoteu el volum de solució valorant utilitzada per arribar al punt final de la valoració del blanc, i resteu aquest volum al volum de solució valorant utilitzada en la valoració de l'analit.